# Seznam německých názvů obcí a osad v Česku, E
Tento seznam obsahuje německé názvy (exonyma) českých obcí začínajících na písmeno E.
Tento seznam by měl sloužit pro orientaci v starých písemných pramenech, mapách atd., nikoliv pro překlad českých názvů měst do němčiny. Většina z těchto německých názvů by při použití v současnosti byla nesrozumitelná.
| Český název | Historická země | Okres      | Německý název | Poznámka |
| ----------- | --------------- | ---------- | ------------- | -------- |
| Edrovice    | Morava          | Bruntál    | Edersdorf     |          |
| Ejpovice    | Čechy           | Rokycany   | Eipowitz      |          |
| Elbančice   | Čechy           | Tábor      | Elbanschitz   |          |
| Encovany    | Čechy           | Litoměřice | Enzowan       |          |
| Eš          | Čechy           | Pelhřimov  | Esche         |          |
| Evaň        | Čechy           | Litoměřice | Eywan         |          |